# لبين حقلي

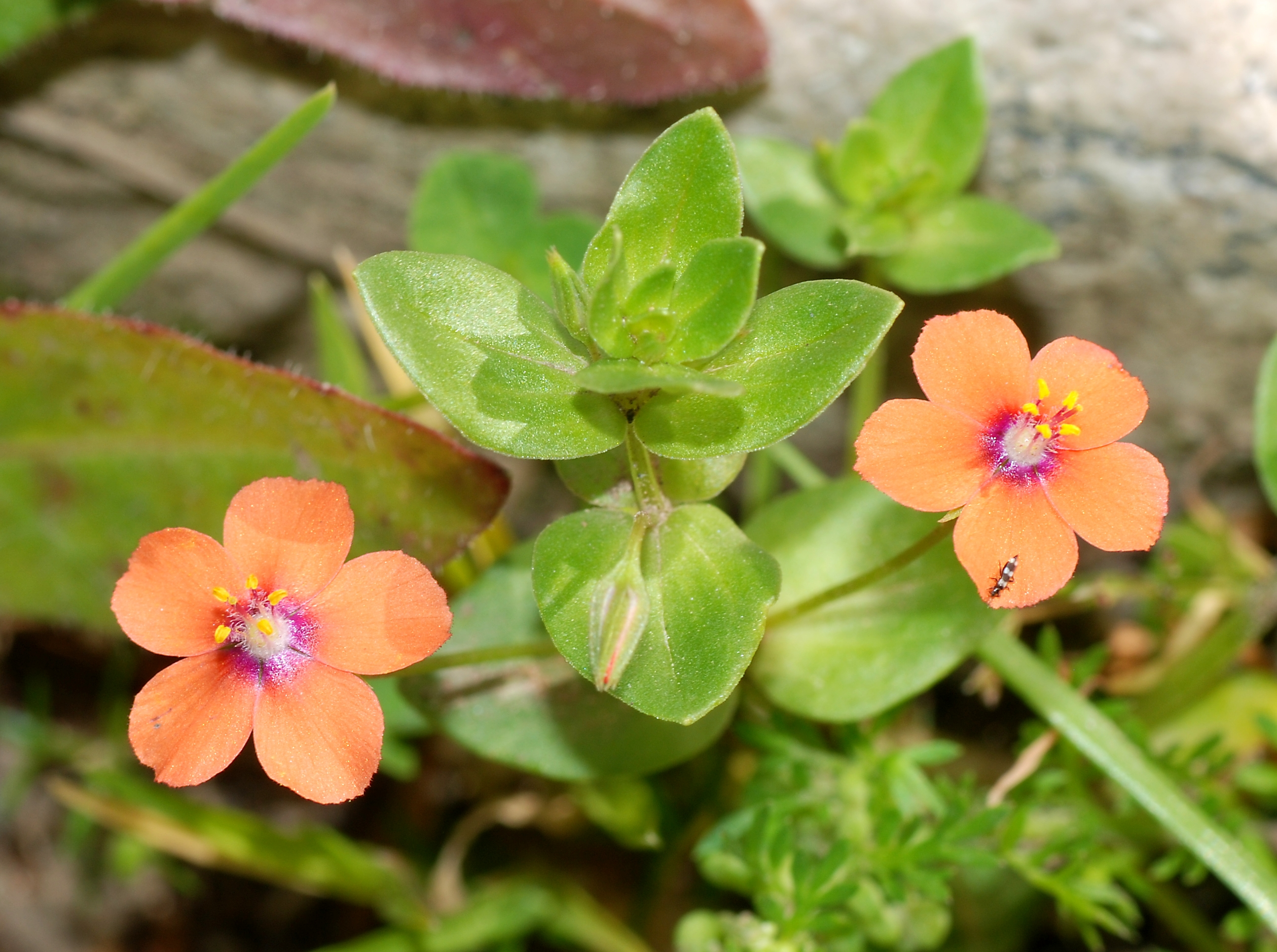

اللبين الحقلي أو الأناغالس الحقلي أو آذان الفأر النبطي أو عين الجمل أو زغليلة أو لبين أو حشيشة العلق أو أنا جالس (الاسم العلمي: Anagallis arvensis)، هو نوع نباتي ينتمي إلى جنس اللبين من الفصيلة الربيعية (باللاتينية: Primulaceae).

## أسماء أخرى
حشيشة العلق، قاتل العلق، حشيشة الحلمة، الزريقاء (الأنثى منه)، الأحمر (الذكر)، أناكـِر (نبطية)، آذان الفار النبطي، لـُبَيـْنـة، قـنفـدة، صابون غيط، عيـن الجمل (في مصر) أو أم اللبن. وتسمى في المغرب: شحمة الفلوس. وتسمى في دول الخليج عوينة.

## البيئة والانتشار
موطنه في شبه الجزيرة العربية (عمان والإمارات والسعودية وقطر والبحرين والكويت) وبلاد الشام ومصر والمغرب العربي وتركيا وجنوب القوقاز وكل مناطق أوروبا من اليونان والبلقان إلى إسبانيا والبرتغال وشمالاً من إيرلندا وبريطانيا إلى فنلندا وروسيا.

## معرض صور

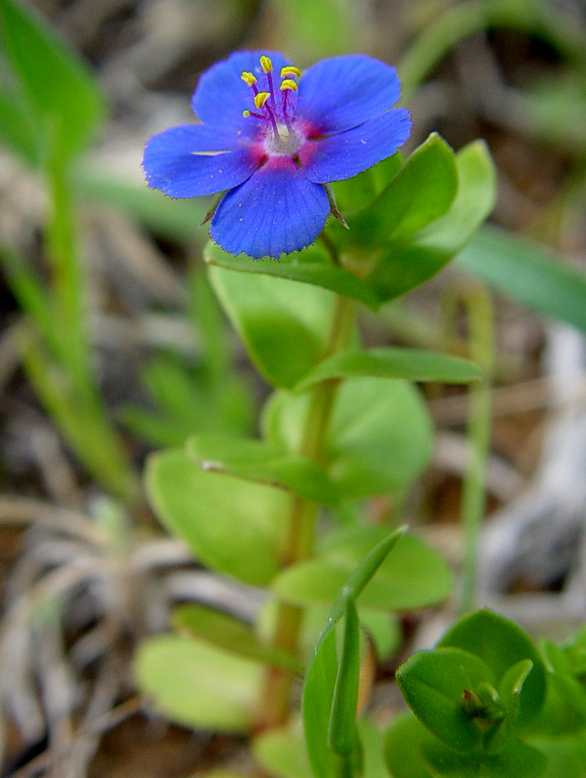
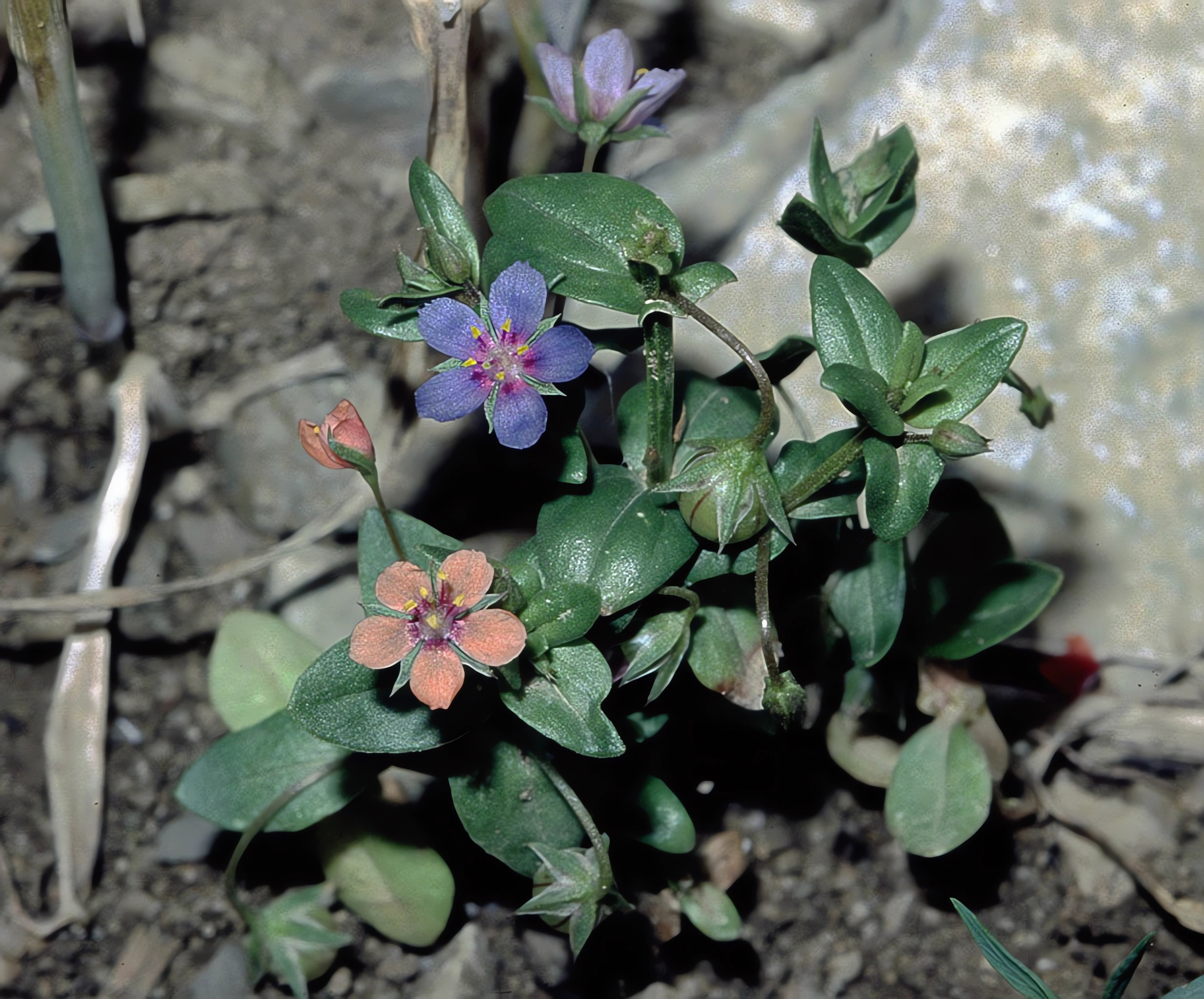
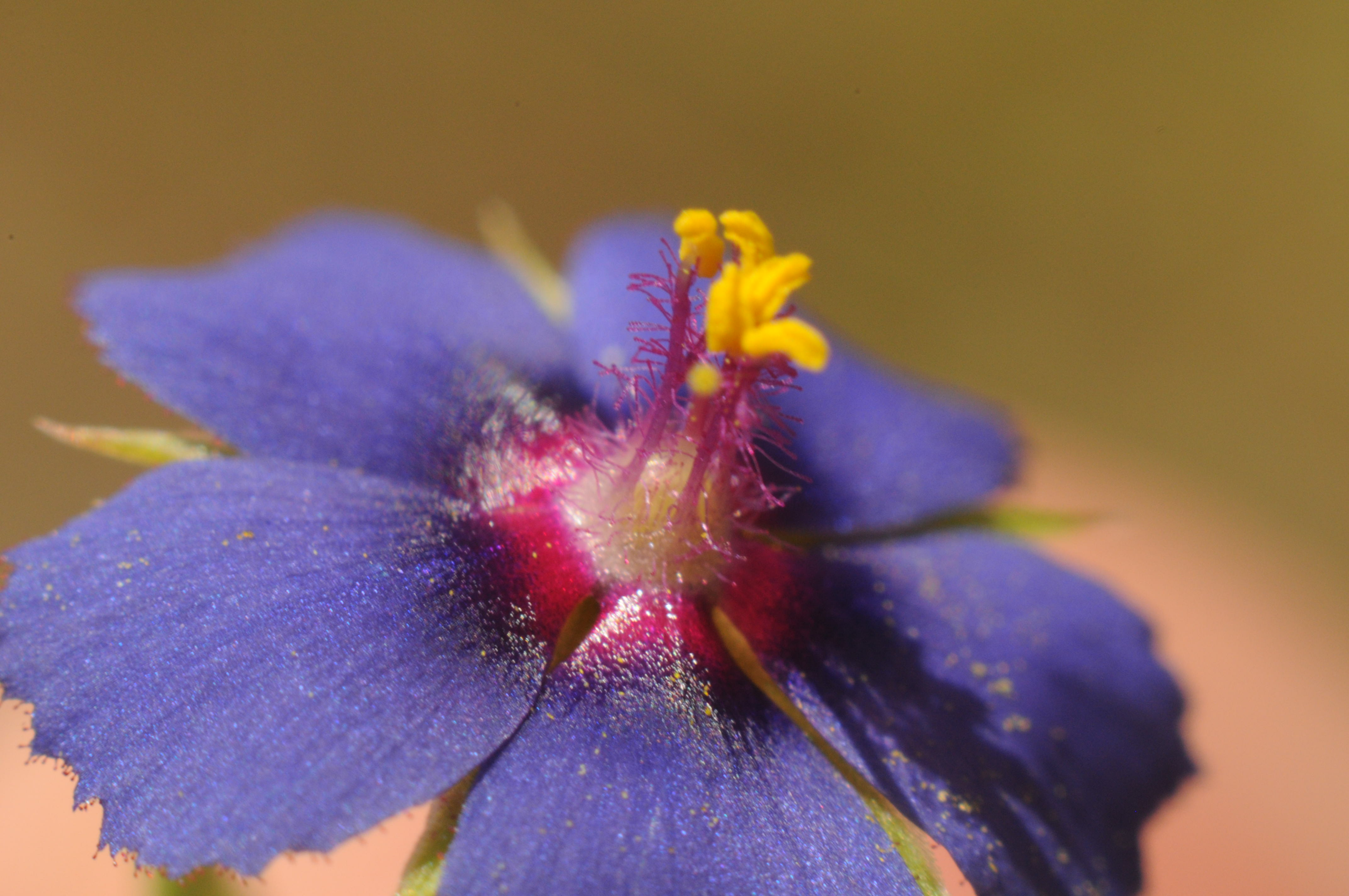